# Viaduto Pompeia
O Viaduto Pompéia Missionário Manoel de Mello, mais conhecido como Viaduto Pompeia, é um viaduto localizado na Zona Oeste da cidade de São Paulo, Brasil.
O viaduto foi construído em 1969, juntamente com o Viaduto Antártica, "para propiciar a ocupação da vasta área entre o Rio Tietê e as linhas das estradas de ferro Sorocabana e Santos-Jundiaí". Quando a concorrência pública foi aberta, em 30 de agosto de 1968, a previsão era de que a obra levasse 180 dias para ser finalizada, porém o anúncio das obras só foi feito em maio de 1969, e o viaduto seria inaugurado apenas em 11 de outubro de 1970.
Com extensão de 540 metros e quarenta metros de largura, ele liga as avenidas Pompeia e Nicolas Boer, passando sobre os trilhos da CPTM na Barra Funda. Para a abertura da Avenida Nicolas Boer (inaugurada junto com o viaduto), foi necessária a canalização do Córrego da Água Preta. A construção do viaduto custou à prefeitura 5 178 407 de cruzeiros.
Na época da inauguração, a Avenida Pompeia tinha mão única apenas no trecho entre a Avenida Francisco Matarazzo e a Rua Turiaçu, o que obrigava motoristas a dar uma volta de mais de um quilômetro para ter acesso ao viaduto. Em 21 de agosto de 1971 a avenida passou a ter mão dupla nesse sentido, assim como já era no restante de sua extensão, para facilitar o acesso ao viaduto. Quatro anos depois, quando a Linha 3-Vermelha do Metrô estava sendo projetada, o jornal Folha de S.Paulo divulgou que uma das estações cogitadas seria nos arredores do viaduto e chamar-se-ia Estação Viaduto Pompeia. Ela nunca chegou a sair do papel, mesmo depois que seu provável nome tinha sido alterado apenas para Estação Pompeia.
Um incêndio nos baixos do viaduto, em 28 de janeiro de 1977, destruiu um barraco que ali existia, matando seu único ocupante, um homem de 28 anos identificado apenas como João. Em setembro de 1978 a Folha falou sobre uma favela que existia sob o viaduto. Sete anos depois, a favela foi inundada durante uma grande enchente na região.